# Vermileo ater
Vermileo ater is een vliegensoort uit de familie van de Vermileonidae. De wetenschappelijke naam van de soort is voor het eerst geldig gepubliceerd in 1965 door Stuckenberg.